# 大橋乙羽
大橋 乙羽（おおはし おとわ、1869年7月12日〈明治2年6月4日〉 - 1901年〈明治34年〉6月1日）は、日本の小説家、編集者。本名は又太郎、旧姓は渡部。羽前国米沢（現・山形県米沢市）生まれ。
硯友社に入り『こぼれ松葉』『露小袖』などを執筆。のち博文館主人大橋佐平の娘婿・養子となり、博文館に入社。樋口一葉を商業誌デビューさせたほか、尾崎紅葉、巖谷小波らを担当し、日本の近代文学における編集者の先駆けであった。著書に小説などをまとめた『花鳥集』『若菜籠』、紀行文集『千山万水』など。

## 経歴
明治2年（1869年）6月4日、羽前国米沢の立町二ツ橋畔に生れた。父は渡部治兵衛、母はかつといい、旅館「音羽屋」を営んでいた。乙羽は6男で、後に実家の屋号をもじったペンネームをつけた。北堤小学校に入り、この頃から作文などが得意であった。
卒業後、山形十日町の呉服商「富士屋」で商売の見習いをしていたが、次第に文学を志して実家へ戻った。友人と雑誌を作ったりした後、20歳のときに磐梯山爆発の記事を『出羽新聞』に載せ、これが出版社東陽堂主人の吾妻健三郎の目に留まり、上京して東陽堂に入社した。
『風俗画報』『絵画叢誌』を編集し、政治小説『霹靂一声』などを書いたが、石橋思案と知り合い硯友社に入った。『こぼれ松葉』『露小袖』『霜夜の虫』などを書き、『上杉鷹山』の挿絵を描いた寺崎広業の紹介で博文館主人の大橋佐平を知った。
尾崎紅葉の仲立ちでこの大橋家の養子となり、佐平の長女とき（時子）と結婚する。博文館に入り、支配人となって文筆活動を離れていった。硯友社以外にも根岸派や樋口一葉らの文人、画家、政財界人への幅広い人脈を活かし、博文館では『文芸倶楽部』のほか総合雑誌『太陽』の編集も手掛けた。写真を多用した雑誌『太平洋』を立ち上げて自らカメラマンもする など、多くの雑誌を成功させた。坪内祐三は、滝田樗陰に先立って、近代日本で編集者という職能を最初に確立した人物と評している。
樋口一葉とは1895年（明治28年）に半井桃水から紹介されて知り合った。翌1896年には一葉の『たけくらべ』を『文芸倶楽部』に一括掲載して世に名を成さしめ、さらに乙羽の依頼で一葉は『ゆく雲』『にごりえ』など代表作を発表している。また乙羽の妻・ときも一葉から和歌の指導を受けるなど夫婦で親交があった。
乙羽は紀行文にも妙があり、思案と東北を旅した際の『奥州日記』、1900年に外遊した際の『欧山米水』、特に紀行文集『千山万水』は有名である。この外遊時にはパリ万国博覧会 (1900年)に合わせて開かれた著作権に関する国際会議に出席した。
帰国後の1901年、腸チフスと筋膜炎を併発し、6月1日午前6時に没した。

## 著書

### 単著
- 『霹靂一声』松成伊三郎、1889年6月。 NCID BA32693261。全国書誌番号:41010616。
- 『こぼれ梅 金玉均遺案』鳳林館、1894年4月。 NCID BA45599390。全国書誌番号:41009104。
- 『二人若衆』駸々堂、1896年2月。全国書誌番号:41010175。
- 『累卵の東洋』東京堂、1898年11月。 NCID BA51287304。全国書誌番号:41011072。
- 『若菜籠』博文館、1898年12月。 NCID BN14892122。全国書誌番号:41011662。
- 『千山万水』博文館、1899年2月。 NCID BN12095134。全国書誌番号:40006460。
- 『花鳥集』博文館、1899年5月。 NCID BA75246287。全国書誌番号:41000187。
- 『風月集』博文館、1899年9月。 NCID BN14891968。全国書誌番号:41011585。
- 『藤侯実歴』博文館、1899年12月。 NCID BN14754049。全国書誌番号:40018045。
- 『初子集』博文館、1899年12月。 NCID BN14882978。全国書誌番号:41010306 全国書誌番号:41011559。
- 『耶馬渓』博文館、1900年2月。 NCID BN15630937。全国書誌番号:40010203。
- 『欧山米水』博文館、1900年12月。 NCID BA7242641X。全国書誌番号:41011329。
- 『欧米小観』博文館、1901年7月。 NCID BA34751755。全国書誌番号:40005722。
- 『大正俳家伝』国華社出版部、1924年8月。 NCID BA75494711。全国書誌番号:43021102。

### 編集
- 『詩学捷径』少年園、1895年6月。 NCID BB24718535。全国書誌番号:41013738。
- 『名流談海』博文館、1899年3月。 NCID BA32953715。全国書誌番号:41011627 全国書誌番号:54013587。
- 『教育戊申勅語画談』 教育勅語の部、富田文陽堂、1910年2月。全国書誌番号:40004378。

#### 日用百科全書
- 『和洋礼式』博文館〈日用百科全書 第1編〉、1895年5月。 NCID BN15428120。全国書誌番号:40004315。
- 『茶の湯と生花』博文館〈日用百科全書 第2編〉、1895年6月。 NCID BA84565730。全国書誌番号:40076201。
- 『実用料理法』博文館〈日用百科全書 第3編〉、1895年7月。 NCID BA80210915。全国書誌番号:40069165。
- 『家政案内』博文館〈日用百科全書 第4編〉、1895年8月。 NCID BA34213629。全国書誌番号:40068502。
- 『琴曲独稽古』博文館〈日用百科全書 第5編〉、1895年9月。 NCID BA48808737。全国書誌番号:40074784。
- 『衣服と流行』博文館〈日用百科全書 第6編〉、1895年10月。 NCID BA32121202。全国書誌番号:40068761。
- 『裁縫と編物』博文館〈日用百科全書 第7編〉、1895年12月。 NCID BA47706786。全国書誌番号:40068846。
- 『住居と園芸』博文館〈日用百科全書 第8編〉、1896年1月。 NCID BA84567452。全国書誌番号:41020782。
- 『勤学と処世』博文館〈日用百科全書 第9編〉、1896年2月。 NCID BA84567747。全国書誌番号:40001373。
- 『育児と衛生』博文館〈日用百科全書 第10編〉、1896年3月。 NCID BA54817379。全国書誌番号:40069320。
- 『俳諧独学』博文館〈日用百科全書 第11編〉、1896年4月。 NCID BN1223953X。全国書誌番号:41002655。
- 『通俗書簡文』博文館〈日用百科全書 第12編〉、1896年5月。 NCID BA46523747。全国書誌番号:40080664。
- 『西洋料理法』博文館〈日用百科全書 第13編〉、1896年7月。 NCID BA8151151X。全国書誌番号:40069194。
- 『旅行案内』博文館〈日用百科全書 第14編〉、1896年7月。 NCID BA6110598X。全国書誌番号:40007033。
- 『祝辞演説法』博文館〈日用百科全書 第15編〉、1896年9月。 NCID BB10732185。全国書誌番号:40080100。
- 『声曲自在』博文館〈日用百科全書 第16編〉、1896年10月。 NCID BA70035808。全国書誌番号:40074048。
- 『作詩自在』博文館〈日用百科全書 第17編〉、1896年11月。 NCID BN13448295。全国書誌番号:41013705。
- 『作文自在』博文館〈日用百科全書 第18編〉、1896年12月。 NCID BA32149959。全国書誌番号:40079379。
- 『商業大意』博文館〈日用百科全書 第19編〉、1897年3月。 NCID BA61044987。全国書誌番号:40035033。
- 『囲碁と将棋』博文館〈日用百科全書 第20編〉、1897年5月。 NCID BN11498248。全国書誌番号:40076425。
- 『作歌自在』博文館〈日用百科全書 第21編〉、1897年6月。 NCID BA64763334。全国書誌番号:41001343。
- 『化粧品製造法』博文館〈日用百科全書 第22編〉、1897年7月。 NCID BA84569287。全国書誌番号:40067819。
- 『書法自在』博文館〈日用百科全書 第23編〉、1897年10月。 NCID BA51423912。全国書誌番号:40071445。
- 『秘術伝法』博文館〈日用百科全書 第24編〉、1897年11月。 NCID BA46549809。全国書誌番号:40066244。
- 『日常行為の法則』博文館〈日用百科全書 第25編〉、1897年12月。 NCID BA78074778。全国書誌番号:40003265。
- 『致富要訣』博文館〈日用百科全書 第26編〉、1898年1月。 NCID BA71260796。全国書誌番号:21322291。
- 『画法自在』博文館〈日用百科全書 第27編〉、1898年3月。 NCID BA56328486。全国書誌番号:40069992。
- 『工業大意』博文館〈日用百科全書 第28編〉、1898年4月。 NCID BA42396783。全国書誌番号:40066144。
- 『農業大意』博文館〈日用百科全書 第29編〉、1898年5月。 NCID BA44774677。全国書誌番号:40034463。
- 『内外遊戯法』博文館〈日用百科全書 第30編〉、1898年6月。 NCID BN14855352。全国書誌番号:40075962。
- 『相撲と芝居』博文館〈日用百科全書 第43編〉、1900年5月。 NCID BN1190354X。全国書誌番号:40075858。

### 校訂
- 博文館編輯局 編『校訂 紀行文集』博文館〈続帝国文庫 第20編〉、1900年5月。 NCID BN06110437。全国書誌番号:53012009。

### 合訳
- 二橋生・刀川子 訳『銀行の秘密』春陽堂〈探偵小説 第15集〉、1893年5月。 NCID BB04811017。全国書誌番号:41016287。

## 関連文献
- 坪内祐三「<共同研究報告>編集者大橋乙羽」『日本研究 : 国際日本文化研究センター紀要』第13巻、国際日本文化研究センター、1996年3月、77-87頁、CRID 1390290699747576448、doi:10.15055/00006194、ISSN 0915-0900。